# Jelena Slesarienko
Jelena Wladimirowna Slesarenko (ros. Елена Владимировна Слесаренко; ur. 28 lutego 1982 w Wołgogradzie) – rosyjska skoczkini wzwyż.
Zdobywczyni medalu olimpijskiego na igrzyskach w Atenach w 2004 roku, a także tytułu halowej mistrzyni świata w 2004 i 2006 roku.
Z powodu kontuzji stopy nie wystąpiła w eliminacjach skoku wzwyż i zakończyła tym samym udział w lekkoatletycznych mistrzostwach świata w Helsinkach. Na igrzyskach w Atenach ustanowiła do dziś aktualny rekord olimpijski oraz własny rekord życiowy, który wynosi 2,06 m.
Przerwa macierzyńska uniemożliwiła jej występ na igrzyskach olimpijskich w Londynie.

## Osiągnięcia
| Rok  | Impreza                             | Miejsce   | Lokata            | Wynik |
| ---- | ----------------------------------- | --------- | ----------------- | ----- |
| 2001 | Mistrzostwa Europy juniorów         | Grosseto  | 4. miejsce        | 1,88  |
| 2002 | Halowe mistrzostwa Europy           | Wiedeń    | 5. miejsce        | 1,90  |
| 2003 | Młodzieżowe mistrzostwa Europy      | Bydgoszcz | 2. miejsce        | 1,96  |
| 2003 | Uniwersjada                         | Taegu     | 3. miejsce        | 1,94  |
| 2004 | Halowy puchar Europy                | Lipsk     | 2. miejsce        | 1,96  |
| 2004 | Halowe mistrzostwa świata           | Budapeszt | 1. miejsce        | 2,04  |
| 2004 | Superliga pucharu Europy            | Bydgoszcz | 1. miejsce        | 2,04  |
| 2004 | Igrzyska olimpijskie                | Ateny     | 1. miejsce        | 2,06  |
| 2004 | Światowy finał lekkoatletyczny IAAF | Monako    | 1. miejsce        | 2,01  |
| 2006 | Halowe mistrzostwa świata           | Moskwa    | 1. miejsce        | 2,02  |
| 2006 | Mistrzostwa Europy                  | Göteborg  | 5. miejsce        | 1,99  |
| 2006 | Światowy finał lekkoatletyczny IAAF | Stuttgart | 4. miejsce        | 1,94  |
| 2006 | Puchar świata                       | Ateny     | 1. miejsce        | 1,97  |
| 2007 | Superliga pucharu Europy            | Monachium | 1. miejsce        | 2,02  |
| 2007 | Mistrzostwa świata                  | Osaka     | 4. miejsce        | 2,00  |
| 2007 | Światowy finał lekkoatletyczny IAAF | Stuttgart | 4. miejsce        | 1,94  |
| 2008 | Halowe mistrzostwa świata           | Walencja  | 2. miejsce        | 2,01  |
| 2008 | Igrzyska olimpijskie                | Pekin     | 4. miejsce        | 2,01  |
| 2008 | Światowy finał lekkoatletyczny IAAF | Stuttgart | 6. miejsce        | 1,94  |
| 2009 | Mistrzostwa świata                  | Berlin    | 10. miejsce       | 1,92  |
| 2011 | Mistrzostwa świata                  | Taegu     | 4. miejsce        | 1,97  |
| 2011 | DécaNation                          | Nicea     | 1. miejsce        | 1,95  |
| 2013 | Mistrzostwa świata                  | Moskwa    | el. – 20. miejsce | 1,83  |

Pięciokrotna mistrzyni Rosji.

## Rekordy życiowe
- Skok wzwyż – 2,06 m (2004); 6. wynik w historii światowej lekkoatletyki i jednocześnie rekord Rosji
- Skok wzwyż (hala) – 2,04 m (2004); 8. wynik w historii światowej lekkoatletyki i były rekord Rosji